# Rivalta Bormida
Rivalta Bormida (Arvàuta en piemontès) és un municipi de la província d'Alessandria, a la regió del Piemont, Itàlia.
Rivalta Bormida limita amb els municipis de Cassine, Castelnuovo Bormida, Montaldo Bormida, Orsara Bormida, Sezzadio i Strevi.